# Janusz Kukuła

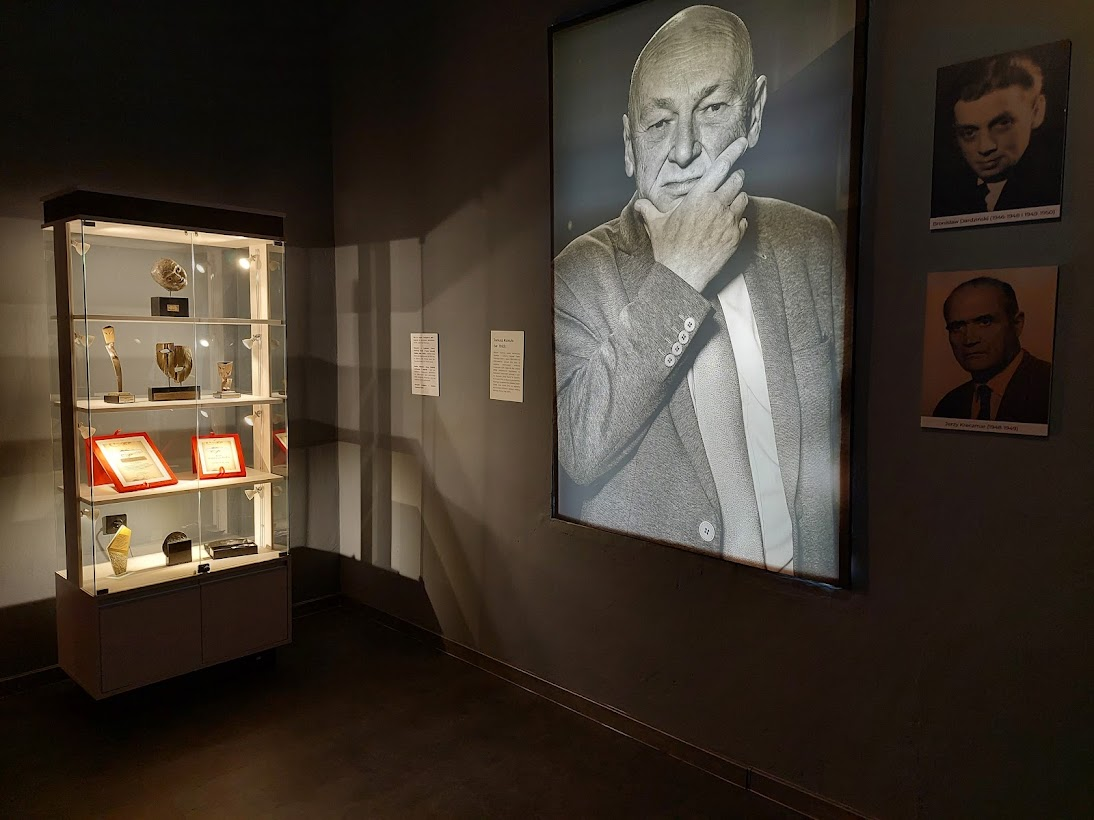
Janusz Kukuła

Janusz Kukuła (ur. 1953) – polski reżyser radiowy i pisarz, w latach 1992–2006 oraz 2009–2024 dyrektor i główny reżyser Teatru Polskiego Radia. 

## Życiorys
W 1996 został laureatem nagrody Prix Italia za reżyserię słuchowiska Cyrk odjechał, lwy zostały. Był wielokrotnie nagradzany na festiwalu Dwa Teatry. W 2016, 2015, 2014, 2013 i 2010 był przewodniczącym Kapituły Złotego Mikrofonu, w 2000 roku otrzymał Złoty Mikrofon. Laureat nagrody Rady Programowej Polskiego Radia, Mistrz Mowy Polskiej. Autor powieści Miłość to znaczy oraz tomików poezji To znaczy i Znaczy. Odznaczony Złotym Medalem Zasłużony Kulturze Gloria Artis. 